# Gräfenberg (Spessart)
Der Gräfenberg ist ein 363,6 m ü. NHN hoher Berg im bayerischen Spessart. Er liegt im Landkreis Aschaffenburg südlich von Rottenberg. Es handelt sich um einen Zeugenberg aus Sandstein, der von Kalkstein umgeben ist. Dieser wird in einer Talung in Rottenberg abgebaut. Auf dem Gipfel des Gräfenberges befand sich einst eine Burganlage der Grafen von Rieneck. Bis nach dem Zweiten Weltkrieg wurde dort in einem Steinbruch der Sandstein abgebaut. Die südwestlichen Hänge werden zum Weinanbau genutzt.

## Gipfel
Der Gipfel des Gräfenberges wurde in verschiedenen Zeitaltern genutzt. Dies konnte durch eine Ausgrabung im Herbst 2007 bestätigt werden.

### Jungsteinzeit
In der Jungsteinzeit wurde der Gipfel als Jagdrevier und zur Holzgewinnung genutzt. Dies konnte durch Funde von Pfeilspitzen nachgewiesen werden. Eine neolithische Siedlung kann jedoch ausgeschlossen werden.

### Frühmittelalter
Im Frühmittelalter befand sich auf dem Gräfenberg eine Grabenwallanlage mit einer befestigten, zumindest zeitweise bewohnten Siedlung. Bei der Ausgrabung wurden frühmittelalterliche Keramikreste gefunden.

### Mittelalter

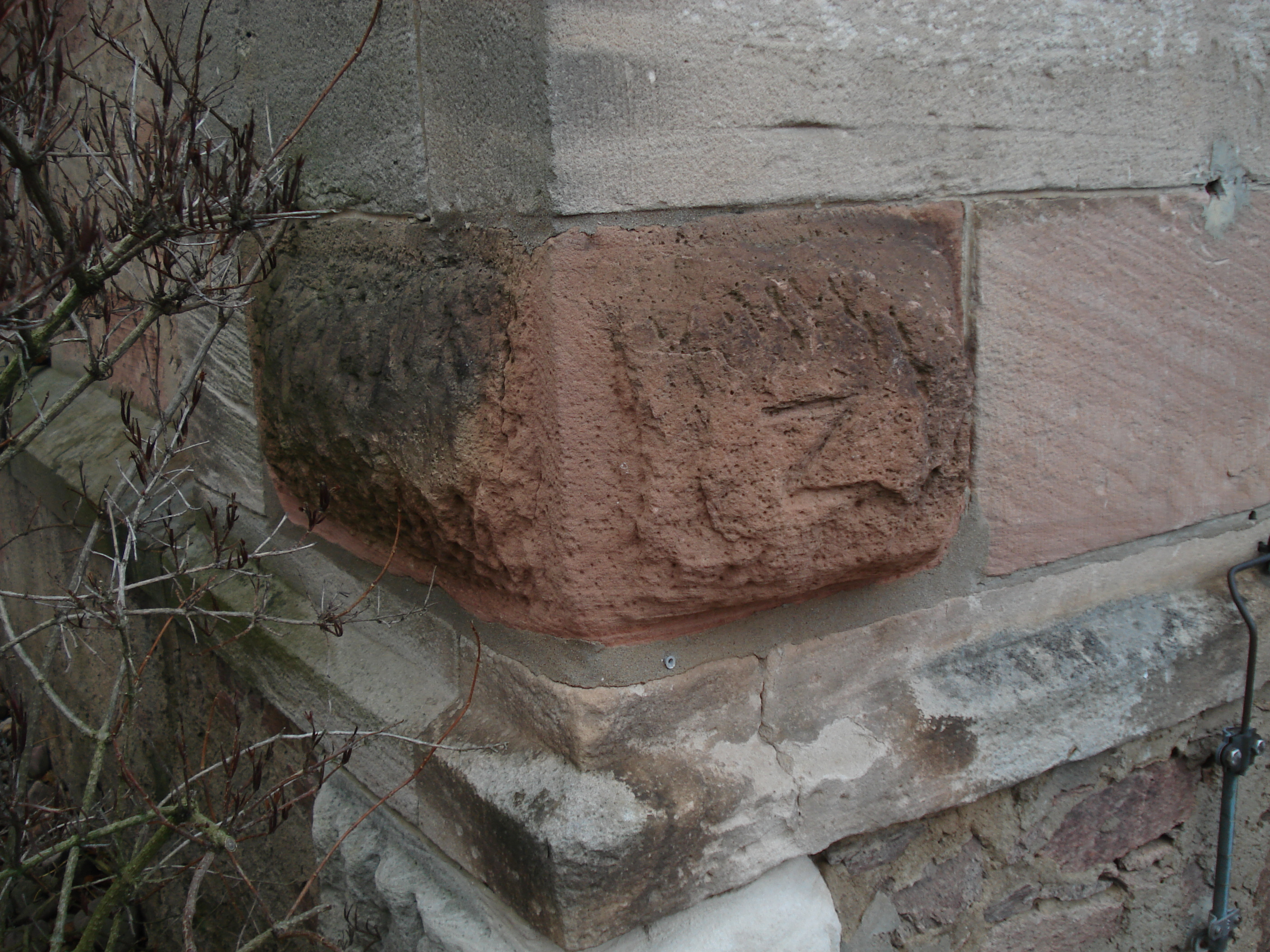
Der Eckstein der Kirche in Rottenberg stammt von der ehemaligen Burganlage

Die kurz vor 1260 erbaute Burg Gräfenberg besaß eine massive Ringmauer, die sich um die ganze Anlage herumzog und so den Bewohnern Schutz gewährte. Die etwa zwei Meter dicke und vermutlich über zehn Meter hohe Mauer wurde in den frühmittelalterlichen Ringwall integriert. Sie hatte einen hölzernen Wehrgang mit Ziegeldach. Die Gebäude im Burghof waren aus Stein und Holz gefertigt. Vom damals unbewaldeten Gipfel konnte das Aschafftal überblickt werden. Die Burg wurde schon einige Jahre nach der Erbauung geschleift und aufgegeben.

### Neuzeit
Durch Abbauarbeiten des Steinbruches wurden Mitte des 19. Jahrhunderts die letzten Reste eines runden Turmes und das Eingangstor sowie etwa 80 % der Ruine zerstört. Einige der Mauersteine wurden zum Bau der Häuser und der Kirche in Rottenberg wieder verwendet. Um 1900 soll von Steinbrucharbeitern eine Steintafel mit einer Inschrift und einem Wappen gefunden worden sein. Diese wäre durch einen Erdrutsch wieder verschüttet worden. Nach Angaben der Arbeiter trug die Platte das Wappen der Grafen von Rieneck. Eine Bergung der Steintafel wurde aufgrund der Unglaubwürdigkeit der Geschichte nicht finanziert. Bei den Ausgrabungen im Jahr 2007 konnte eine solche Steintafel nicht gefunden werden. Man geht davon aus, dass die Platte tatsächlich existiert hat, doch nach dem Fund zerlegt und weiterverkauft wurde.
Es konnten bei den Ausgrabungen ganze Teilstücke der Mauer, Dachziegel sowie Treppen und Tore freigelegt werden, so dass man als Erbauer der Burg die Grafen von Rieneck bestimmen konnte. Es ist davon auszugehen, dass es sich bei den Ruinen auf dem Gräfenberg mit hoher Wahrscheinlichkeit um die Überreste der im Zusammenhang des Rienecker Burgenbauverbotes erwähnten "Burg Landesehre" handelt.

## Sage

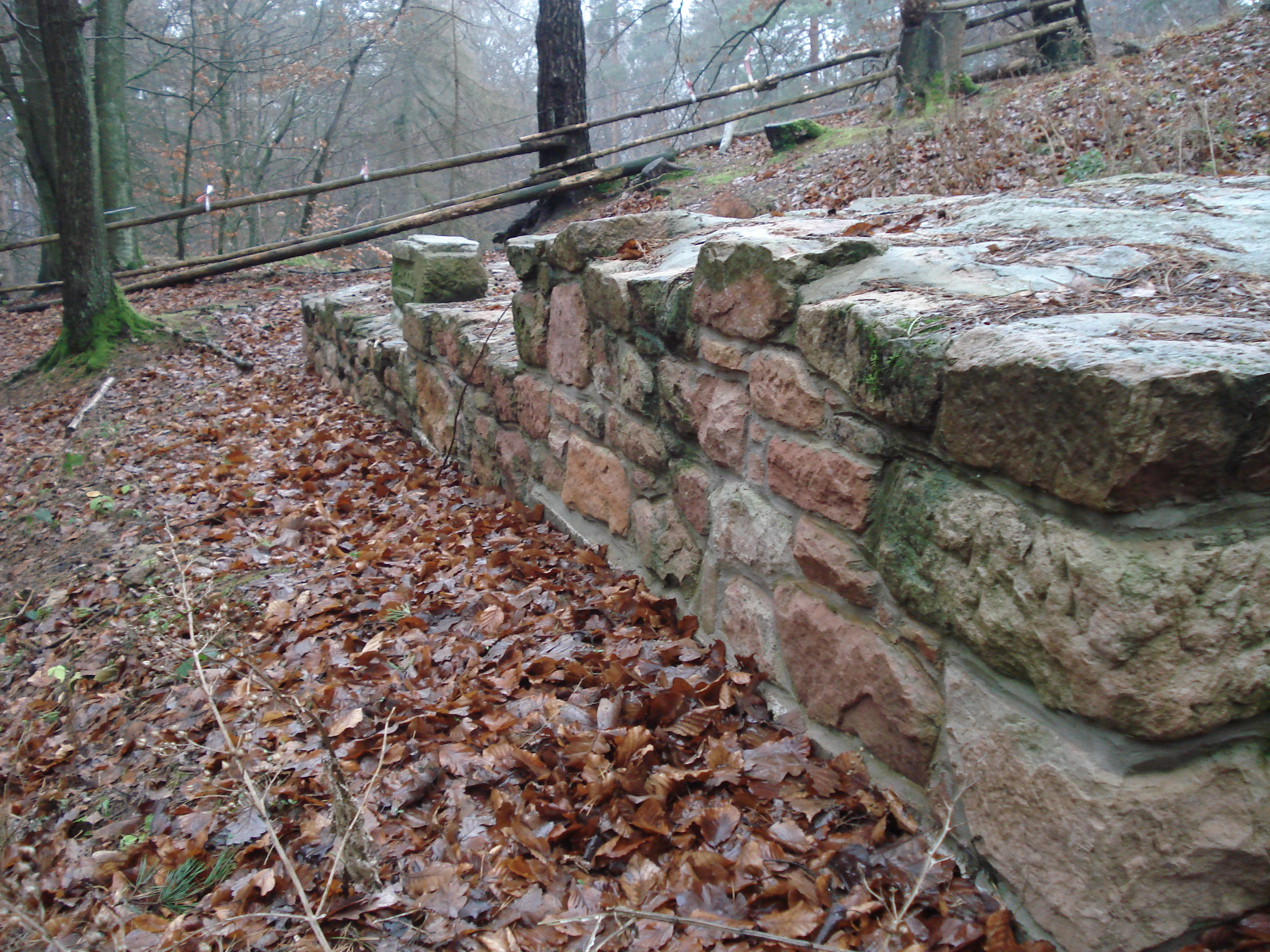
Eine freigelegte und teilweise rekonstruierte Mauer

Der Sage nach lebten auf dem Gräfenberg die Herren von Griefenberg. Auf dem gegenüberliegenden Klosterberg befand sich eine Burganlage der befreundeten Tempelritter. Zwischen den Bewohnern der beiden Berge gab es ein Schutzbündnis. Das Läuten einer Glocke sollte bei Gefahr gegenseitig Hilfe sichern. In einer stürmischen Nacht wurde die Klosterburg angegriffen. Sie läuteten die Glocke um die Griefenberger Grafen zu Hilfe zu rufen. Die war jedoch vergebens, da es die Griefenberger selbst waren, die die Templer überfielen und alle erschlugen. Daraufhin ließ Erzbischof Peter von Aspelt die Burg der Griefenberger zerstören und ihre Herren hinrichten. Seitdem sollen in dunklen Nächten auf dem Gipfel des Gräfenberges von Zeit zu Zeit drei finstere Gestalten, vermummt wie Räuber, mit großen Schlapphüten gesichtet worden sein.

## Geotop
Der westliche Steinbruch auf dem Gipfel des Berges ist vom Bayerischen Landesamt für Umwelt als Geotop 671A002 ausgewiesen. Siehe hierzu auch die Liste der Geotope im Landkreis Aschaffenburg.